# کشتگان غیرایرانی در جنگ ایران و عراق
در جریان جنگ ایران و عراق در میان ۲۲۰٬۰۰۰ نفر از کشته‌ها تعداد قابل توجهی از شهروندان غیر ایرانی (شیعیان افغانستان و عراق) نیز دیده می‌شوند.

## معاودین عراقی
بیشترین تعداد کشته شدگان غیر ایرانی به معاودین عراقی مربوط می‌شود. معاودین عراقی با تأسیس سپاه بدر، زیر نظر سپاه پاسداران انقلاب اسلامی در جنگ حضور داشته و عملیات‌های مستقلی را نیز تدارک دیدند.

## غیر ایرانی‌ها
تعداد کشته شدگان غیر ایرانی جنگ تحمیلی ۴٬۵۶۵ اعلام شده‌است.

### افغانستانی تبارها
تعداد کشته‌های افغان جنگ ایران و عراق نزدیک ۲هزار نفر و تعداد مفقودان ۹۵ نفر اعلام شده‌است.